# Vehículo eléctrico de batería
Un vehículo eléctrico de batería (VEB, también abreviado como BEV) es un vehículo impulsado por uno o más motores eléctricos, los cuales se alimentan de baterías, algunas de estas recargables.

## Historia

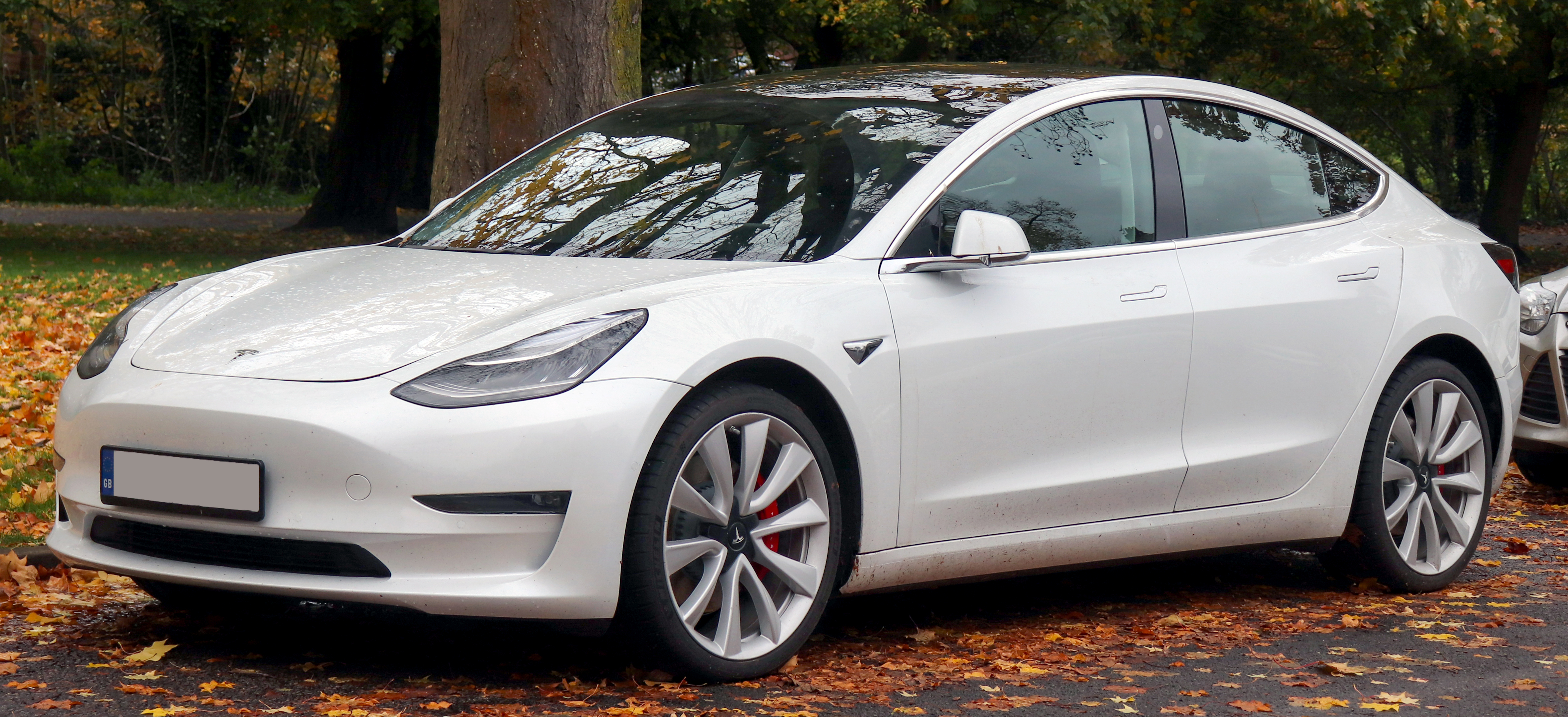
Tesla Model 3 Performance AWD de 2019, el automóvil eléctrico más vendido en la historia.

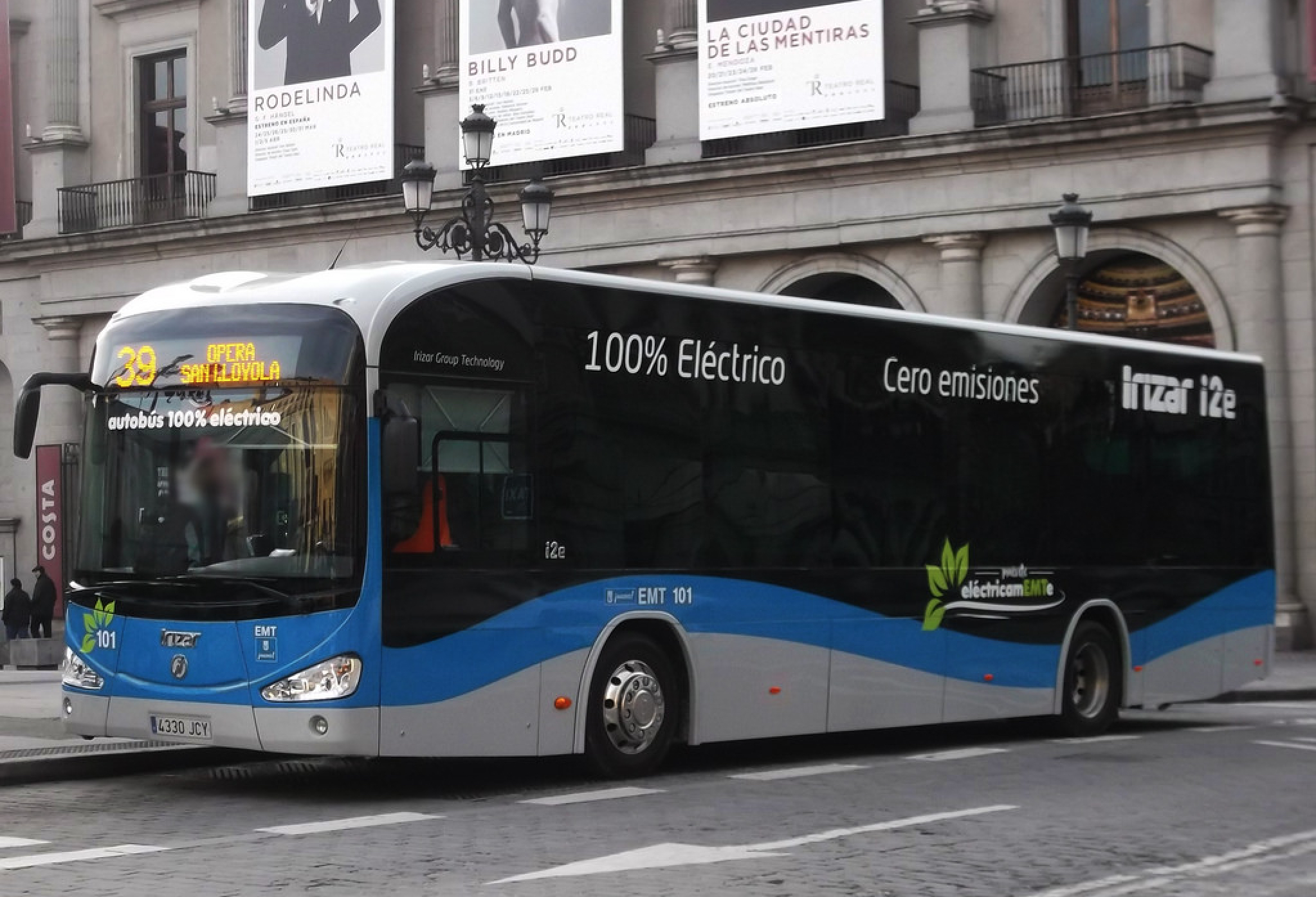
Autobús eléctrico Irizar i2e EMT.

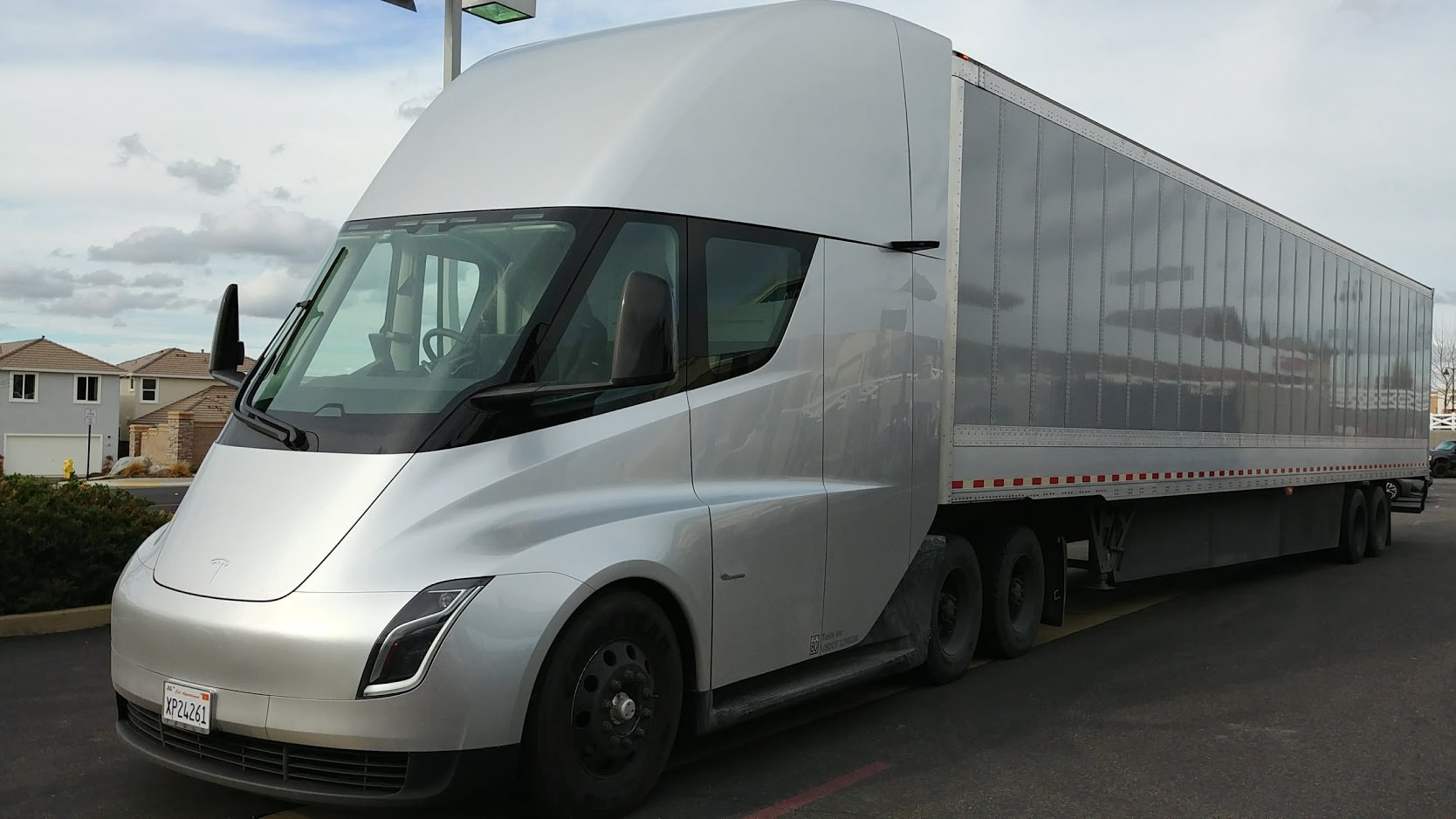
Tesla Semi 3.

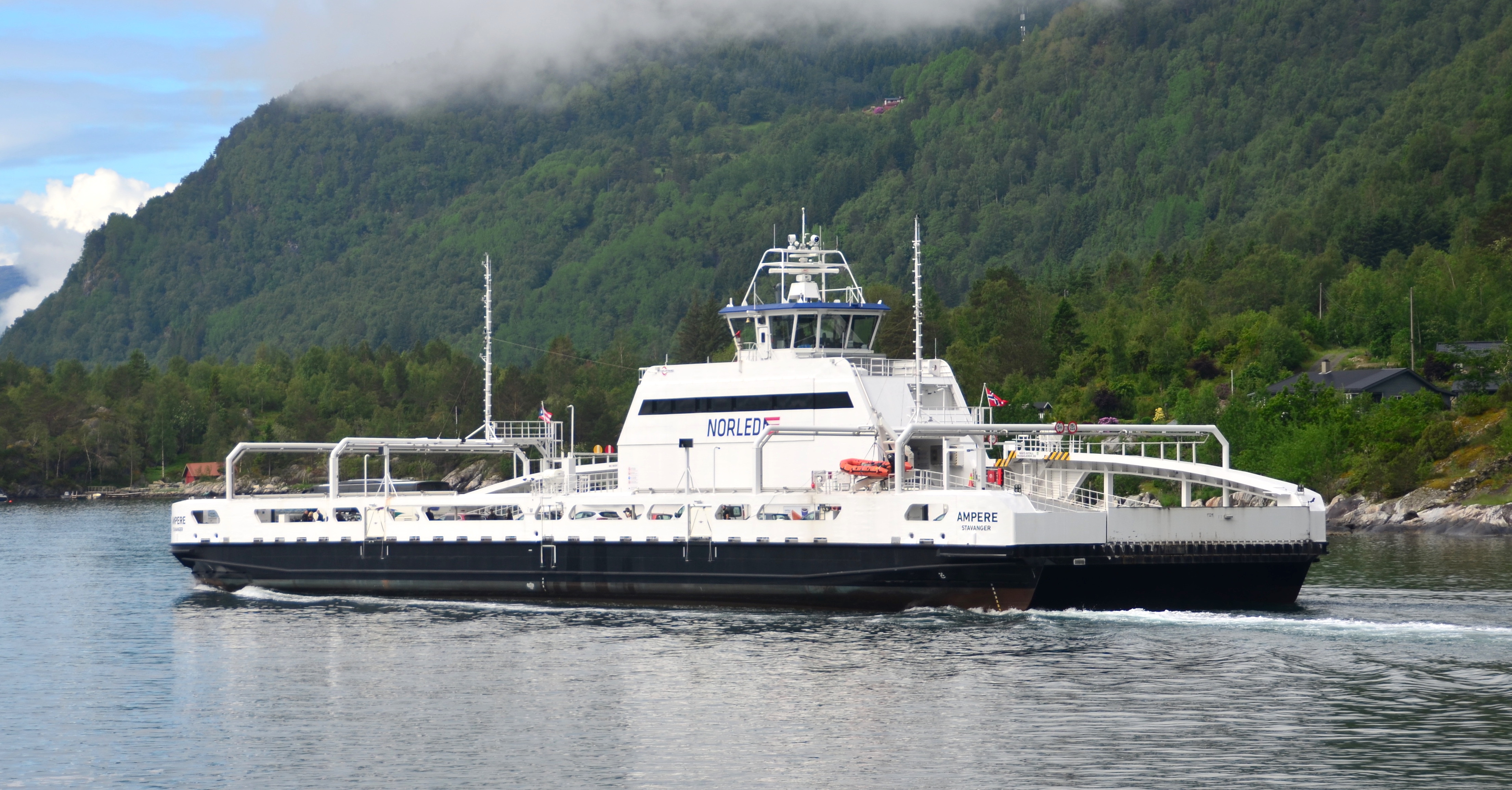
Ferry eléctrico Ampere Sognefjord.

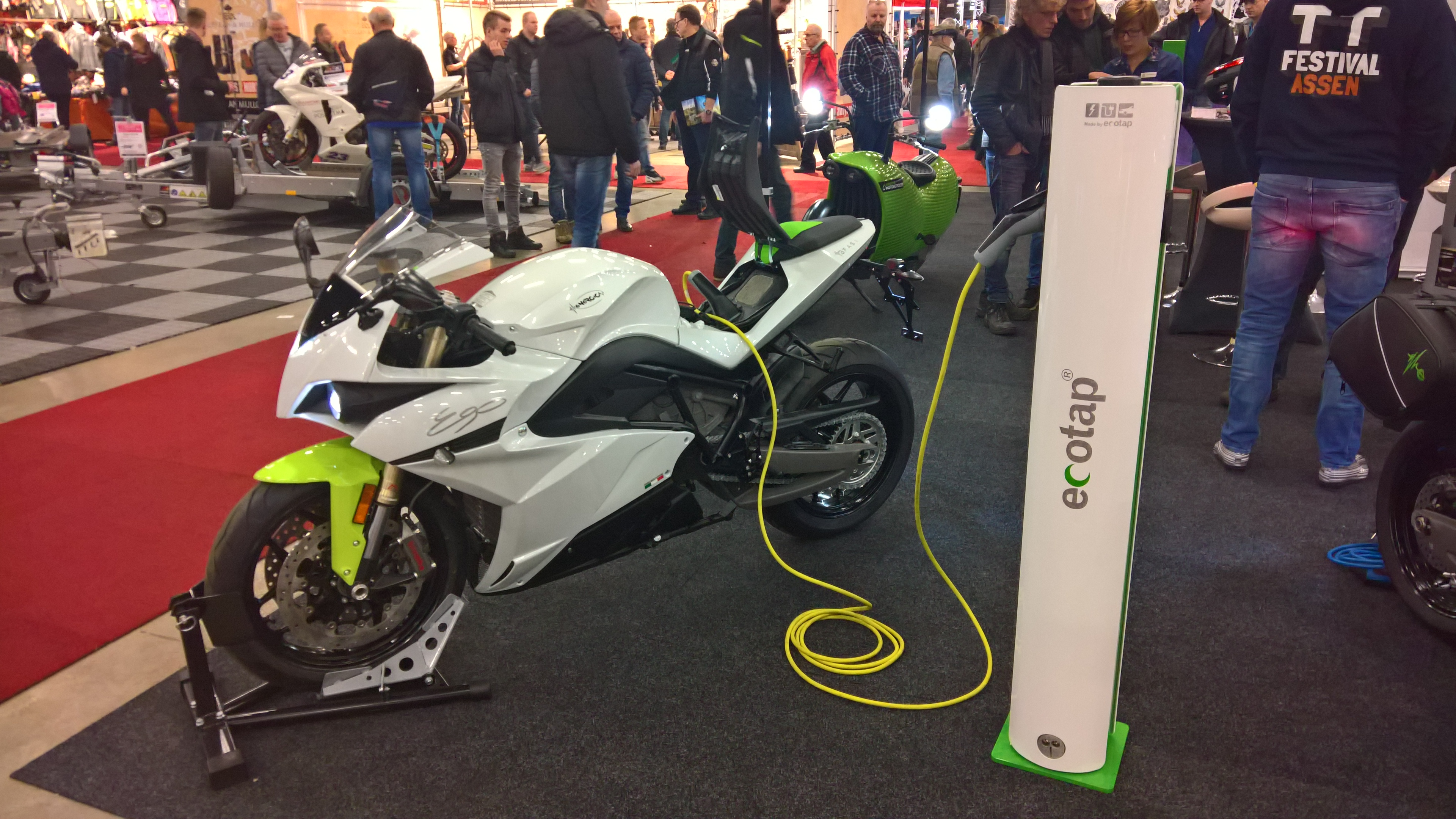
Energica Ego, una motocicleta eléctrica utilizada en la Campeonato del Mundo de MotoE, en el Salón del automóvil de Assen de 2018.

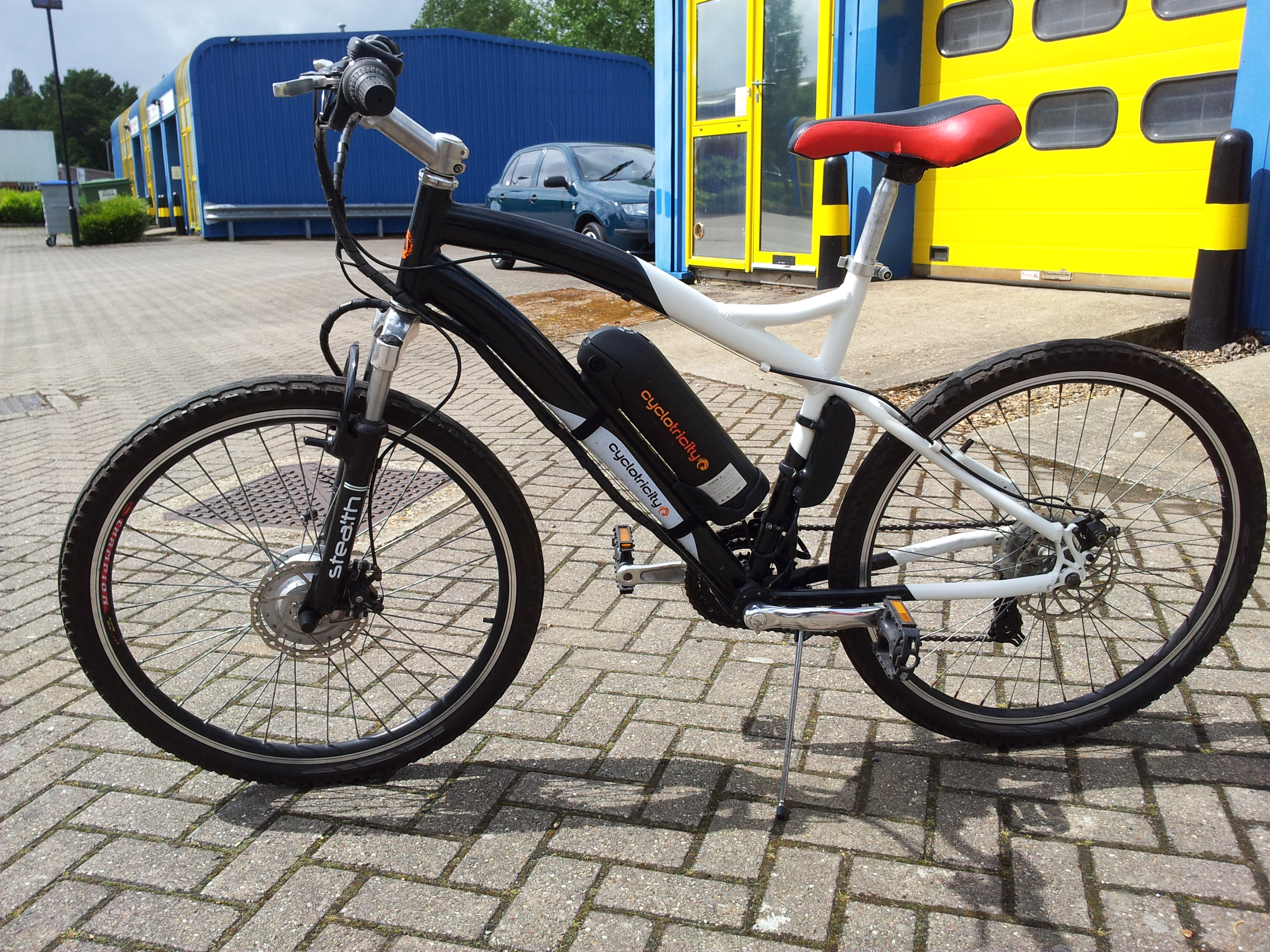
Bicicleta eléctrica de montaña.

La historia del automóvil eléctrico es un viaje de innovación tecnológica, avances y desafíos a lo largo de casi dos siglos. Desde las primeras invenciones a principios del siglo XIX hasta su resurgimiento como una solución sostenible en el siglo XXI, los coches eléctricos han evolucionado significativamente. Este recorrido cronológico destaca momentos clave y personajes influyentes que han contribuido al desarrollo y popularización de los carros eléctricos, reflejando tanto los cambios en la tecnología como las necesidades sociales y medioambientales de cada época.

### Primeras innovaciones
- 1828: Ányos Jedlik, un húngaro, crea un motor eléctrico simple que puede propulsar un pequeño vehículo.[3]
- 1834: Thomas Davenport, un herrero estadounidense, construye un coche eléctrico básico usando un motor eléctrico no recargable.

### Desarrollo y aplicación
- 1879: Werner von Siemens presenta un tranvía eléctrico en Berlín.
- 1881: Gustave Trouvé exhibe un triciclo eléctrico en París.
- 1888: Andreas Flocken produce el primer automóvil eléctrico de cuatro ruedas en Alemania.

### Edad de oro inicial
- 1891: William Morrison, de Iowa, Estados Unidos, construye un coche eléctrico con capacidad para seis pasajeros, considerado el primer coche eléctrico práctico en América.
- 1897: Los taxis eléctricos se introducen en Nueva York.

### Popularidad y competencia
- 1900: Los coches eléctricos constituyen aproximadamente el 28% de los vehículos en Estados Unidos, compitiendo con los de vapor y gasolina.
- 1908: La introducción del Ford Modelo T, un coche de gasolina asequible, comienza a desplazar a los eléctricos.

### Declive inicial
- 1912: La invención del arranque eléctrico por Charles Kettering elimina una de las ventajas de los coches eléctricos, ya que los coches de gasolina ya no necesitan arranque manual.
- 1920-1930: La mejora de las carreteras y la producción en masa de coches de gasolina más baratos contribuyen al declive de los coches eléctricos.

### Resurgimiento y crisis del petróleo
- 1970: La crisis del petróleo renueva el interés por los coches eléctricos.
- 1975: El Sebring-Vanguard CitiCar se convierte en uno de los primeros coches eléctricos producidos en masa en Estados Unidos.

### Innovación y regulación
- 1990: General Motors presenta el prototipo del Impact, que más tarde se convierte en el EV1.
- 1996: GM lanza el EV1, uno de los primeros coches eléctricos modernos, aunque es retirado del mercado en 2003.

### Nuevas empresas y avances
- 2003: Se funda Tesla Motors, centrada en coches eléctricos de alto rendimiento.
- 2008: Tesla lanza el Roadster, el primer coche eléctrico de producción en serie con un rango superior a 200 millas por carga.

### Crecimiento y adopción masiva
- 2010: Nissan lanza el Leaf, convirtiéndose en uno de los coches eléctricos más vendidos.
- 2012: Tesla presenta el Model S, que gana múltiples premios por su rendimiento y alcance.

### Dominio del mercado y sostenibilidad
- 2020: Los coches eléctricos representan una proporción creciente del mercado automotriz global.
- 2021: Tesla se convierte en la compañía automotriz más valiosa del mundo.
- 2023: Muchos países y fabricantes de automóviles anuncian planes para eliminar gradualmente los coches de gasolina y diésel en favor de los eléctricos.

Los autos eléctricos han recorrido un largo camino desde sus inicios experimentales hasta convertirse en una opción viable y popular en el mercado automotriz actual. Con avances continuos en tecnología y una mayor conciencia ambiental, su futuro parece prometedor.

## Sostenibilidad y competencia
Las baterías han tenido altos costos de fabricación, peso, tiempo de recarga con escasa vida útil y autonomía, lo que ha limitado la adopción masiva de vehículos eléctricos de batería. Los adelantos tecnológicos actuales en baterías han resuelto algunos de estos problemas, por lo que muchos modelos se han prototipado recientemente, habiéndose anunciado la producción de algunas unidades de ellas en el futuro. Toyota, Honda, Ford y General Motors todos produjeron VEBs en la década de 1990 para cumplir con el mandato relativo a vehículos de cero emisiones de la Junta de Recursos del Aire de California (Inglés: California Air Resources Board -CARB-) y que ha sido ajustado y modificado posteriormente por CARB.
El sector de los vehículos de pasajeros representa un sector creciente y plantea excelentes oportunidades, principalmente porque las grandes empresas de la industria automotriz se han mantenido al margen, pues han concentrado sus esfuerzos en las tecnologías híbridas. Comienzan a dedicar recursos a los vehículos eléctricos, viendo el mercado que se está creando por parte de pequeñas empresas que han nacido gracias al nicho de mercado dejado vacío por las grandes empresas del sector.
La gran mayoría de estas pequeñas empresas ha creado pequeños vehículos eléctricos de poco peso para poder aprobar las homologaciones europeas. Algunas marcas son: REVA, Think Global, DILIXI. Otras empresas ya existentes en el mercado desde hace años se encuentran en Italia donde tanto Piaggio como su principal competidor Faam venden cantidades importantes a las empresas de transporte y los ayuntamientos. Famm dispone ahora de vehículos de baterías de litio dando así una excelente autonomía de hasta 130 km (81 millas) y una posibilidad de carga de más de 1500 kg (3307 libras). Esto hace posible el uso de un vehículo ecológico para ayuntamientos en su recogida de basura y también a empresas Courier como DHL, Seur, etc. 
Por ejemplo el Ayuntamiento de Barcelona ya disponía de 20 camiones eléctricos que recogen la basura en el Barrio Gótico de Barcelona. La empresa que distribuye la gama FAAM en España y Portugal es DILIXI.
En los últimos 12 meses ha habido cambios importantes en el sector. De repente el mercado europeo se ha despertado y tanto nuevos distribuidores como nuevos fabricantes están apareciendo. Los principales fabricantes siguen siendo los italianos con marcas como Faam arriba indicado, Micro-Vett, empresa que se dedica a crear soluciones eléctricas para los vehículos industriales para el grupo Fiat S.p.A., BredaMenarinibus, fabricante de autobuses ínclusive un modelo eléctrico y parte del grupo industrial Leonardo S.p.A, VEM SRL y Technobus. La empresa Dilixi lanzó al mercado tanto la gama Micro-Vett como Bredamenarini con una presentación en Madrid del Fiat Doblò y en Figueras con el autobús ZEUS, el primer autobús eléctrico que llegaría a Cataluña. El autobús tiene hasta 120 km (75 millas) de autonomía y demuestra que hoy día, el vehículo eléctrico es una opción realista a muchas de las necesidades de transporte.[cita requerida]

## Relación con vehículos híbridos
Los vehículos que utilizan motores eléctricos y motores de combustión interna para propulsarse se denominan vehículos híbridos y no se consideran VEBs puros:
- Los vehículos híbridos "tradicionales" utilizan el motor eléctrico como apoyo, que funcionan principalmente con el motor de gasolina o diésel. Un ejemplo es el Toyota Prius.
- Los híbridos enchufables (plug-in electric hybrids) permiten recargar las baterías tanto con el motor de combustión interna como con un enchufe. En la actualidad, Toyota, General Motors y otros fabricantes de automóviles han entrado en la carrera por la fabricación en masa de vehículos híbridos enchufables.

## Desventajas de los vehículos de batería
Muchos diseños eléctricos tienen una autonomía limitada, debido a la baja densidad de energía de las baterías en comparación con el combustible de los vehículos de motor de combustión interna. No obstante, añadiendo más baterías se pueden lograr cualquier autonomía, a costa de incrementar el peso.
Casi todos los sistemas de recarga son generalmente muy lentos en comparación con el proceso relativamente rápido de llenado de combustible. Esto resulta especialmente complicado por la escasez actual de los puntos de recarga, que comienza a mejorar con la instalación de estos puntos en garajes comunitarios, viviendas unifamiliares, empresas y vía pública. Asimismo, existe la posibilidad de recarga rápida de unos pocos minutos.
En términos de transporte, si se utiliza electricidad no renovable el resultado neto es una reducción del 27% de las emisiones de CO2, una ligera reducción de las emisiones de óxido nitroso. Aunque aumentan las emisiones de partículas, las emisiones de dióxido de azufre serían las mismas con la casi eliminación de monóxido de carbono y las emisiones de compuestos orgánicos volátiles. Las emisiones contaminantes serían desplazadas fuera de la calle debido a que se emitirían en plantas energéticas y tendrían un efecto menos dañino para la salud humana.
Otra de las desventajas, no incluidas en ninguna de las discusiones actuales de emisión, es la relacionada con la terminación de la vida útil de la batería, la cual se convierte en un desecho altamente contaminante de agua si no se hace un proceso de desmantelamiento y reciclaje de los componentes y que en varios países no hay regulación al respecto.

### Posibles soluciones creativas
Para mitigar las desventajas citadas y, por lo tanto, dar un fuerte impulso a la comercialización de los VEBs, se pueden establecer unas estrategias adecuadas para la utilización y recarga de las baterías.
Una de ellas, podría ser su homologación en cuanto a tamaño y voltaje para su aplicación a todos los vehículos, ensamblando en serie varias unidades para cada modelo y según las características de los VEBs de acuerdo con los distintos fabricantes. Incluso los motores serían susceptibles de homologación para su abaratamiento y montaje sencillo.
Los autos eléctricos representan una amenaza ambiental en lo que se refiere a los desechos de las baterías eléctricas utilizadas, así como también a la producción de las mismas como de los motores eléctricos. Estos requieren del uso de una gran cantidad de materiales tóxicos como níquel, aluminio y cobre, de ahí que el impacto por acidificación es mucho mayor, pero la estrategia más decisiva y determinante a la hora de utilizar los VEBs en general y para viajes largos, sería evitar la recarga de baterías a cargo de cada usuario. En efecto, se trata de que en los puntos de repostaje (PR), que de un modo sobrevenido por continuidad con la situación actual serían las redes de estaciones de servicio, se disponga de un inventario de baterías cargadas a disposición de los usuarios de modo que, llegados al PR, solamente habría que sustituir las baterías casi descargadas por unas recargadas al máximo. Esta práctica sería imprescindible y casi perfecta para los usuarios en caso de emprender viajes largos. Se pagaría por la recarga y por el envejecimiento de las baterías, que se llevaría el usuario en régimen de seguro, garantía, amortización y alquiler combinados con el tiempo de utilización o la distancia recorrida. La compañía norteamericana Better Place está ya trabajando en este sentido. Cuando las baterías hubieran alcanzado un cierto nivel de desgaste que afectara a su vida media, el PR aportaría unas baterías nuevas con cargo a las cantidades abonadas por los conceptos consignados, todo ello asociado a los Amp.h. propios de cada batería homologada y su precio en el mercado estando nuevas.

## Ventajas de los automóviles de batería
Existen vehículos que pueden ser utilizados de dos formas: Ya sea con un motor híbrido usando combustión y electricidad o solamente uno eléctrico, además, los vehículos de combustión derivado del petróleo rinden alrededor de 800 km (497 millas) por estanque siendo eso un costo de US$60, los autos eléctricos rinden 400 km (249 millas) aproximadamente, los que tienen un costo de US$7, aunque existen actualmente vehículos que pueden ir más rápido.

## Utilización e incentivos
Desde 2011, la producción de baterías para vehículos eléctricos se ha triplicado.

### Incentivos
- La Región de Murcia ofrece 2,000 € para un vehículo híbrido eléctrico (regulares) y 6,000 € para eléctricos. Beneficiarios:
  - Administraciones Públicas y las empresas pertenecientes a las Administraciones Públicas
  - Las personas físicas o jurídicas cuyos vehículos prestan un servicio público, como por ejemplo taxis.[16]